# 小行星7503
小行星7503（英語：7503）是一颗围绕太阳公转的小行星。1996年11月7日，上田清二、金田宏在钏路市发现了此天体。
这颗小行星的绝对星等为41.41561等。